# Indonesische Badmintonmeisterschaft 1958
Die Indonesische Badmintonmeisterschaft 1958 fand in Palembang statt. Es war die sechste Austragung der nationalen Meisterschaften von Indonesien im Badminton.

## Titelträger
| Disziplin    | Sieger                         |
| ------------ | ------------------------------ |
| Herreneinzel | Tan Joe Hok                    |
| Dameneinzel  | Oei Lin Nio                    |
| Herrendoppel | Tan Joe Hok Lie Poo Djian      |
| Damendoppel  | Corry Kawilarang Thio Koen Eng |
| Mixed        | Z. Abidin Corry Kawilarang     |